# توروشلا
توروشلا (انگلیسی: Turushla) یک شهرک در شهرستان بلاگووشچنسکی باشقیرستان کشور روسیه است.